# Scaphytopius heldoranus
Scaphytopius heldoranus är en insektsart som beskrevs av Ball 1931. Scaphytopius heldoranus ingår i släktet Scaphytopius och familjen dvärgstritar. Inga underarter finns listade i Catalogue of Life.